# Федерални провинции на Германия
Германия е федерална република, съставена от 16 федерални провинции. На немски език провинцията се нарича Land (което означава и страна, държава, земя), а в книжовния неюридически език също и Bundesland (съюзна, федерална). Множественото число е Länder (произнасяно лендер) и затова на български език провинциите понякога се наричат лендери. Три от тях са градове-провинции (Stadtstaat – град държава) – Берлин, Хамбург и Бремен (всъщност провинция Бремен обхваща освен град Бремен още 1 ексклав – град Бремерхафен), а останалите 13 се наричат Flächenländer (произнасяно: флехенлендер, означаващо: „териториални провинции“, „провинции с площ“, т.е. големи).

## Федерални провинции
Всяка провинция (Land) е представена на федерално ниво в Бундесрата („федерален съвет“, горната камара на германския парламент).
16-те провинции според картата са:
1. Баден-Вюртемберг (Baden-Württemberg)
2. Бавария (Freistaat Bayern)
3. Берлин (Berlin)
4. Бранденбург (Brandenburg)
5. Бремен (Freie Hansestadt Bremen)
6. Хамбург (Freie und Hansestadt Hamburg)
7. Хесен (Hessen)
8. Мекленбург-Предна Померания (Mecklenburg-Vorpommern)
9. Долна Саксония (Niedersachsen)
10. Северен Рейн-Вестфалия (Nordrhein-Westfalen)
11. Рейнланд-Пфалц (Rheinland-Pfalz)
12. Саарланд (Saarland)
13. Саксония (Freistaat Sachsen)
14. Саксония-Анхалт (Sachsen-Anhalt)
15. Шлезвиг-Холщайн (Schleswig-Holstein)
16. Тюрингия (Freistaat Thüringen)

Думата Freistaat (на български: свободна държава) в някои от официалните имена на провинциите се използва само по исторически причини. Например, Бавария официално се нарича „Свободна държава Бавария“. Според немската конституция една Freistaat няма по-специален статут от другите провинции.
Преди Обединението на Германия през 1990 година, Западна Германия се е състояла от 10 провинции, а през 1952 Източна Германия е реорганизирана на 15 административни области. След Обединението на Германия на 3 октомври 1990, 14-те от тези области са трансформирани в 5 провинции – Мекленбург-Предна Померания, Бранденбург, Саксония-Анхалт, Тюрингия и Саксония, така както са съществували през 1952. Бившата област Източен Берлин заедно със Западен Берлин са реорганизирани в новата провинция Берлин. През 1990-те години се подготвят планове за обединяването на провинция Берлин и провинция Бранденбург, тъй като те са били едно цяло в исторически план, а също така по този начин биха се спестили огромни финансови разходи за поддръжката на два отделни администрации (един парламент вместо два, министерства, съдилища и пр.). Плановете са доста сериозни, през 1994 г. е подготвен „държавен договор“ между двете провинции с предмет обединението им, а Бранденбургският парламент проектира заседателната зала в новото си седалище (Градския дворец в Потсдам) с особено голям капацитет, за да побира по-голям брой депутати след обединението. Във всяка провинция се провежда референдум – Берлин гласува „за“ с 53,4 %, но Бранденбург гласува „против“ с 63,1 %. Главна причина за отказа от страна на бранденбургското население е, че Берлин е в много по-лошо финансово състояние и обединението на публичните финансовите пасиви би било в техен ущърб.

## Управленска структура
Според Конституцията на Германия (член 28) управлението на всяка федерална провинция трябва да бъде републиканско, демократично и социално.
Всички провинции се управляват от правителства начело с министър-председател заедно с Ландтаг („провинциален парламент“). Отношенията между законодателната и изпълнителната власт са същите както и на федерално ниво: провинциалният парламент се избира на всеки 4 или 5 години (зависи от провинцията), а министър-председателят се избира след гласуване в рамките на членовете на този провинциален парламент. След избирането му министър-председателят съставя кабинет с който управлява федералната провинция.
Правителствата на Берлин, Бремен и Хамбург се наричат сенати, в Бавария и Саксония се наричат държавни правителства (Staatsregierung), а в останалите – правителство на провинцията/страната (Landesregierung).
Преди 1 януари 2000 Бавария има двукамерен парламент с избиран Баварски ландтаг и назначен сенат, съставен от представителите на най-важните обществени и икономически слоеве на провинцията. Горната камара – Сенатът, е премахната след референдум през 1998 г.
Провинциите Берлин, Бремен и Хамбург се управляват малко по-различно от останалите федерални провинции. В тези градове изпълнителната власт се състои от членове на сенатите; сенаторите заемат длъжности еквивалентни на тези, заемани от министрите на по-големите провинции. Еквивалент на министър-председател е Senatspräsident („Председател на сената“) в Бремен, Erster Bürgermeister („Пръв градоначалник“) в Хамбург и Regierender Bürgermeister („Управляващ градоначалник“) в Берлин.